# Macrobrachium scorteccii
Macrobrachium scorteccii is een garnalensoort uit de familie van de Palaemonidae. De wetenschappelijke naam van de soort is voor het eerst geldig gepubliceerd in 1961 door Maccagno.